# Made in Italy (filme)
Made in Italy (bra:De Volta à Itália) é um filme de 2020 escrito e dirigido por James D'Arcy (em sua estreia como diretor). O filme segue um artista que deve restaurar uma villa com seu filho afastado depois que sua esposa morre em um acidente de carro. Foi lançado nos cinemas dos Estados Unidos e por meio de plataformas de vídeo sob demanda em 7 de agosto de 2020 pela IFC Films. No Brasil, foi exibido na edição especial do Festival do Rio 2021 que foi apresentada na plataforma de streaming do Telecine e no Telecine Cult da Rede Telecine. Nos cinemas do país, foi lançado pela California Filmes em 28 de outubro de 2021.

## Elenco
- Liam Neeson - Robert Foster
- Micheál Richardson - Jack Foster
- Valeria Bilello - Natalia
- Lindsay Duncan - Kate
- Marco Quaglia - Luigi
- Gian Marco Tavani - Marzio
- Helena Antonio - Raffaella
- Flaminia Cinque - vendedor

## Recepção
No Rotten Tomatoes, o filme detém uma taxa de aprovação de 49% com base em 70 críticas. No Metacritic, o filme tem uma pontuação média ponderada de 45 de 100, com base em 11 críticos, indicando "críticas mistas ou médias". Deirdre Molumby, escrevendo para o Entertainment.ie avaliou o filme como "sem graça e genérico, Made in Italy pode ser fácil de assistir, mas simplesmente não é um filme muito bom." Já Leslie Felperin, em sua crítica para ao The Guardian foi mais elogioso dizendo que "o realismo claramente não é uma opção forte para o diretor e roteirista James D'Arcy, mas ele consegue performances cômicas muito boas de seu elenco."